# Vélair
Vélair 88 a Vélair 89 jsou letadla poháněná lidskou silou, která byla postavena v letech 1988 a 1989 v Německu. Jejich konstruktérem je Peer Frank.

## Vélair 88
Vznikl v roce 1988, první let absolvoval 9. srpna 1988. Jeho křídla byla později použita na Stuttgartské univerzitě pro stavbu solárního letadla Icaré 1.
Konstrukčně bylo toto Letadlo hornoplošníkem klasické koncepce s tlačnou vrtulí umístěnou za ocasními plochami ve tvaru T. U letadla byly ve velké míře použity uhlíkové kompozitní materiály (karbon), polystyren a fólie Hostaphan.

### Technické údaje
- Délka: ?
- Výška: ?
- Rozpětí: 21,7 m
- Plocha křídla: 16,4 m²
- Koeficient štíhlosti křídla: 27
- Hmotnost (prázdná): 37,9 kg
  - Hmotnost samotného křídla: 23,8 kg
- Hmotnost (maximální vzletová): 100 kg
- Vrtule: dvoulistá karbonová o průměru 2,7 m
  - Otáčky: 190 ot. / min
- Rychlost: ? km/h
- Stoupavost: ? m/s
- Profil křídla: FX 63-137

## Vélair 89
Vznikl v roce 1989 přestavbou původního Vélair 88. Změna byla hlavně v použití nového lehčího (ale křehčího) křídla s větším rozpětím, nosnou plochou a větší štíhlostí. Vélair 89 svůj první let absolvoval 24. září 1989. Později se předvedl na festivalu lidskou silou poháněných strojů v Interlakenu (Švýcarsko), který se konal ve dnech 14-22. srpna 1999. Následně byly na internetových stránkách skytec-engineering.de nabízeny „Demo lety“ plánované na červen 2001.

### Technické údaje
- Délka: ?
- Výška: ?
- Rozpětí: 23,2 m
- Plocha křídla: 17 m²
- Koeficient štíhlosti křídla: 31,7
- Hmotnost (prázdná): 30,5 kg
  - Hmotnost samotného křídla: 16,7 kg
- Hmotnost (maximální vzletová): 100 kg
- Vrtule: dvoulistá karbonová o průměru 2,7 m
  - Otáčky: 190 ot. / min
- Rychlost: 27-45 km/h
- Stoupavost: 0,1 m/s
- Profil křídla: PF 25